# 잭 갤러거

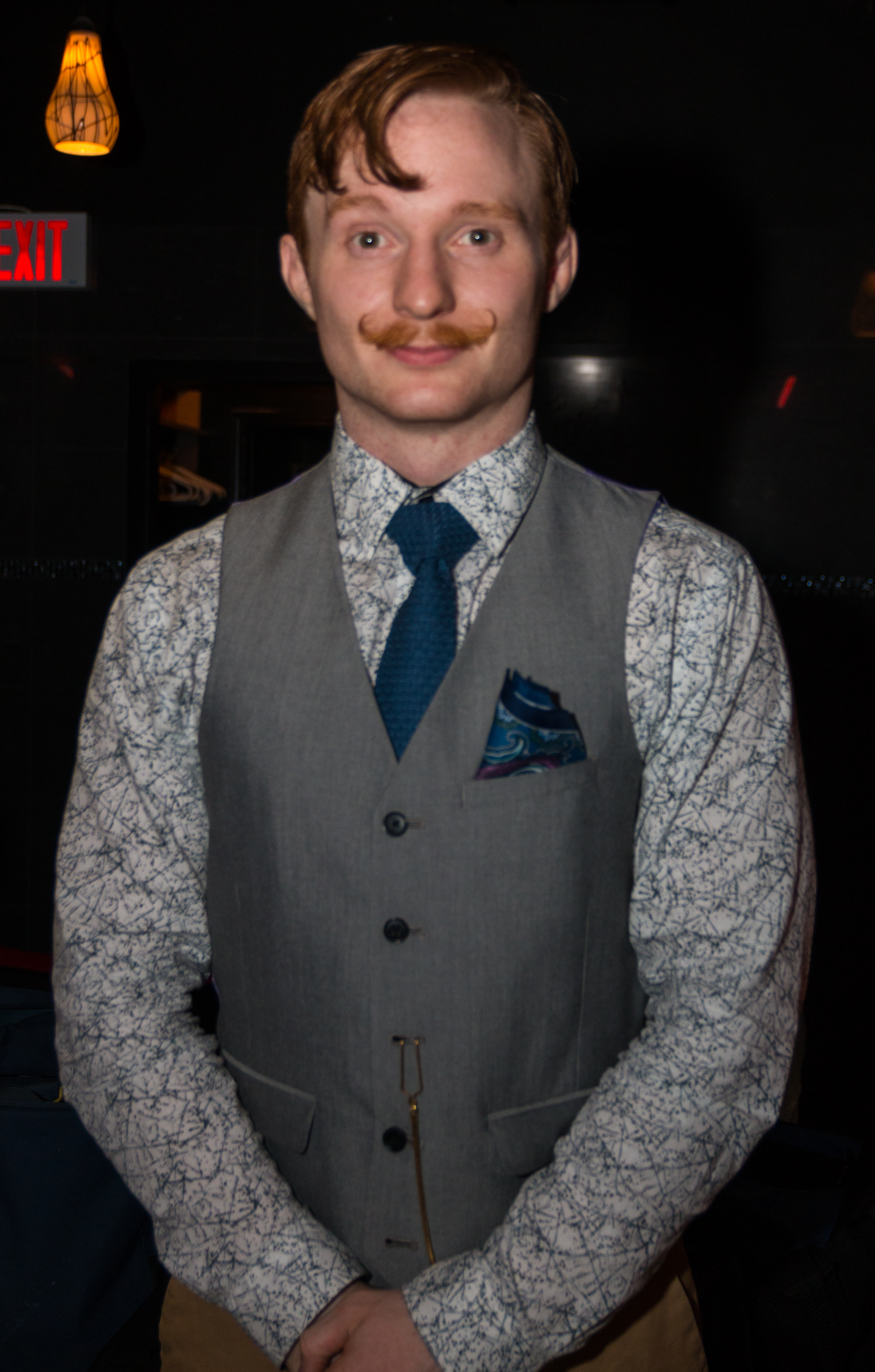

올리버 클래피(Oliver Claffey)는 주로 WWE 링네임이 잭 갤러허(Jack Gallagher)라는 가지고 있다가도 현재 잰틀맨 잭 갤러허(Gentleman Jack Gallagher)라는 WWE 링네임을 가지고 있다. 1990년 1월 7일 영국의 남자 프로레슬링선수이자 전 종합격투기 선수이다. 2006년 프로레슬링 입문했고, 키는 174cm 몸무게는 76kg이다. 처음에는 2016년 12월 5일 WWE Raw에서 아리야 디바리라는 상대로 이기게 되었는데... 이때 WWE 로얄 럼블 2017에서 참가는 한적도 있었다. 그러다가 2017년 2월 ~ 3월에서는 네빌과 대립을 했으나 타이틀 가져오는 데에서는 실패를 한다. 그러다가 브라이언 켄드릭이라는 대립을 하다가 마지막에 종결하면서 2017년 9월 12일 WWE 205에서 갑자기 세드릭 알렉산더 vs 브라이언 켄드릭대결 난입으로 끝내 세드릭한테 우산 샷으로 날려 악역으로 전환하면서 끝내 켄드릭에게 악수를 한다!! 피니쉬는 잰틀맨즈 드롭킥(런닝 코너 드롭킥), 아킬레스 락, 크루시픽스 암바, 해머락 크로스페이스 치킨윙으로 사용을 한다.

## 수상
- FSW 챔피언 (1회)
- FSW 트로피 토너먼트 (2010)
- FSW 태그팀 챔피언 (1회) - 알렉스 사이나
- 테츠진 슛 스타일 토너먼트 위너 (2015)
- 갤러거스 골드 챔피언 (1회)
- GPW 브리티시 챔피언 (1회)
- PWI 랭크드 힘 #145 오프 더 탑 500 싱글즈 레슬러 인 더 PWI 500 인 2017
- 배틀존 럼블 (2014)